# Morti nell'823
| Questa pagina contiene informazioni ricavate automaticamente dalle voci biografiche con l'ausilio del template Bio e di un bot. L'aggiornamento è periodico e automatico e ricostruisce completamente la pagina. Se manca una persona in questa lista, sei pregato di non aggiungerla, ma accertati piuttosto che la sua voce biografica contenga il template Bio e che i dati anagrafici siano correttamente compilati. Se il template Bio manca, inseriscilo tu stesso o, in alternativa, metti l'avviso {{tmp\|Bio}} che ne segnala la mancanza. Se i dati riportati sono sbagliati, correggi direttamente la voce biografica; le modifiche saranno visibili in questa lista entro pochi giorni. Per chiarimenti vedi il progetto biografie. La lista contiene solo le 10 persone che sono citate nell'enciclopedia e per le quali è stato implementato correttamente il template Bio. Pagina aggiornata al 18 ago 2025. |

- 9 gennaio - Timoteo I, vescovo cristiano orientale e scrittore siro
- 6 giugno - Fun'ya no Watamaro, militare giapponese (n. 765)
- 9 ottobre - Angilberto I di Milano, arcivescovo italiano
- Bonifacio I di Toscana, marchese
- Ljudevit Posavski, duca croato
- Gregorio da Roma, vescovo italiano
- Tawdurus Abu Qurra, vescovo cristiano orientale siro (n. 750)
- Tecla, imperatrice bizantina
- Tommaso lo Slavo, generale bizantino
- Al-Waqidi, storico arabo (n. 747)